# Xã Pleasant Hill, Quận Winona, Minnesota
Xã Pleasant Hill (tiếng Anh: Pleasant Hill Township) là một xã thuộc quận Winona, tiểu bang Minnesota, Hoa Kỳ. Năm 2010, dân số của xã này là 531 người.